# Хлорид родия(II)
Хлори́д ро́дия(II) (дихлори́д ро́дия, химическая формула — RhCl2) — неорганическое соединение родия и хлора.

## Получение
Хлорид родия(II) образуется при пиролизе хлорида родия(III) при температуре 950 °C.